# آر. برايان فيرغسون
آر. برايان فيرغسون هو رائد أعمال كندي، ولد في 1951.